# Ō̌
Ō̌ (minuscule : ō̌), appelé O macron caron, est une lettre latine utilisée dans l’écriture du kaska.
Il s’agit de la lettre O diacritée d’un macron et d’un caron.

## Représentations informatiques
Le O macron caron peut être représenté avec les caractères Unicode suivants : 
- précomposé (latin étendu A, diacritiques) :

| formes    | représentations | chaînes de caractères | points de code | descriptions                                       |
| --------- | --------------- | --------------------- | -------------- | -------------------------------------------------- |
| capitale  | Ō̌               | Ō◌̌                    | U+014C U+030C  | lettre majuscule latine o macron diacritique caron |
| minuscule | ō̌               | ō◌̌                    | U+014D U+030C  | lettre minuscule latine o macron diacritique caron |

- décomposé (latin de base, diacritiques) :

| formes    | représentations | chaînes de caractères | points de code       | descriptions                                                   |
| --------- | --------------- | --------------------- | -------------------- | -------------------------------------------------------------- |
| capitale  | Ō̌               | O◌̄◌̌                   | U+004F U+0304 U+030C | lettre majuscule latine o diacritique macron diacritique caron |
| minuscule | ō̌               | o◌̄◌̌                   | U+006F U+0304 U+030C | lettre minuscule latine o diacritique macron diacritique caron |

## Sources
- Kaska, Yukon Native Language Centre.